# Andrzej Perka
Andrzej Mieczysław Perka (Varsavia, 16 febbraio 1941) è un ex cestista polacco.

## Carriera
Con la Polonia ha disputato i Giochi olimpici di Tokyo 1964 e i Campionati europei del 1965.

## Palmarès
- Campionato polacco: 1

AZS Varsavia: 1966-67
- Coppa di Polonia: 1

AZS Varsavia: 1971